# Brother Rat and a Baby
Brother Rat and a Baby is een Amerikaanse film uit 1940 onder regie van Ray Enright. De film is het vervolg op Brother Rat (1938).

## Verhaal
Bing Edwards is twee jaar geleden afgestudeerd aan het Virginia Militaire Instituut en gaat werken als coach. Billy is de zoon van het hoofd van het comité en heeft ook zijn zinnen gezet op de baan die Bing heeft gekregen. Door zijn invloedrijke positie weet hij Bing en zijn vrouw Kate naar New York te sturen om daar te wonen bij Kates oom John, de eigenaar van International Airways. De problemen beginnen als de baby van een van hen op het vliegtuig naar Peru wordt gezet.

## Rolbezetting
| Acteur         | Personage      |
| -------------- | -------------- |
| Priscilla Lane | Joyce Winfree  |
| Wayne Morris   | Billy Randolph |
| Jane Bryan     | Kate Edwards   |
| Eddie Albert   | Bing Edwards   |
| Jane Wyman     | Claire Terry   |
| Ronald Reagan  | Dan Crawford   |

## Achtergrond
Dit vervolg van Brother Rat (1938) heeft dezelfde castleden en meewerkenden. Enkel regisseur William Keighley werd vervangen door Ray Enright. Acteurs Ronald Reagan en Jane Wyman ontmoetten elkaar op de set van het eerste deel en waren al tijdens het maken van het vervolg een koppel. Waar het eerste deel onverwachts een groot succes werd, bleek dit deel een teleurstelling te zijn. Niet alleen bracht het weinig geld op, maar ook critici spraken zeer negatief over het resultaat.